# Шапиро, Борис Моисеевич
Борис Моисеевич Шапиро (18 декабря 1930, Коростень — 18 августа 2011, Израиль) — советский и киргизский медик. Заслуженный врач Киргизской ССР (1981), почётный гражданин Бишкека (2003).

## Биография
Борис Шапиро родился 18 декабря 1930 года в Коростене, Житомирская область, в семье служащих.
С началом Великой Отечественной войны его отец был призван в РККА. С матерью и сестрой его эвакуировали в Пензенскую область, а затем — в Копейск, Челябинская область, туда же после ранения был доправлен его отец. Позже отец вернулся на фронт и встретил победу в Латвийской ССР. В 1947 году по приглашению отца семья перебралась в Ригу, где в 1949 году Борис окончил среднюю школу. В этом же году он переехал во Фрунзе, где жил его дядя — Шапиро Борис Моисеевич (полный тёзка), руководитель службы патологической анатомии, доцент кафедры. В 1949—1955 годах Шапиро учился в Киргизском государственном медицинском институте, на лечебном факультете. По окончании вуза, по рекомендации Минздрава, специализировался в вопросах санитарно-эпидемиологической службы.
Трудовую деятельность начал в 1955 году, был назначен главным врачом Балыкчинской районной санэпидстанции в Рыбачьем, Иссык-Кульская область, где проработал шесть лет, позже был заведующим отделом Фрунзенской городской санэпидстанции. В 1962 году стал заведующим санотделом Республиканской санэпидстанции, затем объединённого санотдела. С 1969 года работал заместителем главного врача, а с 1973 года — главный врач Республиканской санэпидстанции. В мае 1984 года был назначен первым заместителем министра здравоохранения — главным государственным санитарным врачом Киргизской ССР. 1 марта 1991 года был назначен первым заместителем министра здравоохранения Киргизии.
В 1994 году по своему желанию ушёл с должности замминистра и по настоянию министра здравоохранения Накена Касиева был назначен генеральным директором Республиканского объединения СПИД. Заложил основу лечения, профилактики ВИЧ/СПИДа в Кыргызстане. При его личном участии в Кыргызстане была налажена сеть лечебно-профилактических пунктов по предупреждению ВИЧ/СПИДа, система по оказанию помощи заражённым вирусом. В 2006 году покинул эту должность, но продолжил работать над проблемами СПИДа.
Шапиро принимал активное участие в общественной жизни: был членом Президиума республиканского комитета профсоюза работников медицины, членом Пленума Киргпрофа, депутатом Рыбачинского горсовета, на три срока избирался депутатом Фрунзенского, позже — Бишкекского горсовета.
В 1998 году стал председателем правления общества еврейской культуры «Менора», отстаивал интересы еврейской общины. Был членом Президиума Ассамблеи Народа Кыргызстана, членом Президиума странового комитета правительства Кыргызстана по социальнозначимым и особоопасным инфекциям, советником Министра здравоохранения Кыргызстана.
Написал книгу «Здоровый образ жизни».
Был женат на враче-невропатологе, с которой познакомился в институте. Имел сына, двух внуков, одного правнука.
Скончался 18 августа 2011 года на 81-м году жизни в израильской клинике после продолжительной болезни.

## Награды и звания
- Орден «Данакер» (26 января 2003) — за особые заслуги перед государством и народом Кыргызстана, вклад в укрепление дружбы и межнационального согласия в республике[4][2].
- Медаль «Данк» (19 марта 1999) — за большие заслуги в укреплении межнационального согласия и дружбы народа Кыргызстана[5].
- Юбилейная медаль «Манас-1000» (23 сентября 1995) — за активное участие в подготовке и проведении юбилейных мероприятий[6].
- Орден «Знак Почёта» (1976).
- Отличник здравоохранения СССР.
- Отличник здравоохранения Киргизской Республики (1999).